# 道の駅つるぬま
道の駅つるぬま（みちのえき つるぬま）は、北海道樺戸郡浦臼町にある国道275号の道の駅である。温泉施設「うらうす温泉」などとともに「浦臼町自然休養村センター」を構成する。

## 主な施設
- 駐車場
  - 普通車：67台
  - 大型車：10台
  - 身障者用：3台
- トイレ（男性用トイレ「つつじ苑」・女性用トイレ「桜花苑」） （いずれも24時間利用可能）
  - 男：大 2器、小 5器
  - 女：7器
  - 身障者用：2器
- 公衆電話：1台
- ふれあいプラザ
- ヘルシー食品物産館「ユーティック」 - 地元の原料を使用した豆腐や厚揚げなどが人気である

なお、2024年3月末をもって「浦臼町自然休養村センター」の指定管理者が撤退し、宿泊施設とレストランの運営は休止となる。「浦臼町自然休養村センター」のうち温泉施設「うらうす温泉」については2024年4月12日から浦臼町直営で営業を再開する。

## 休館日
- 毎週月曜日（祝日の場合は、翌日）

## アクセス
- 国道275号

## 周辺
- 鶴沼公園
- 浦臼温泉
- 浦臼神社